# Carl Dobler (Politiker, 1930)

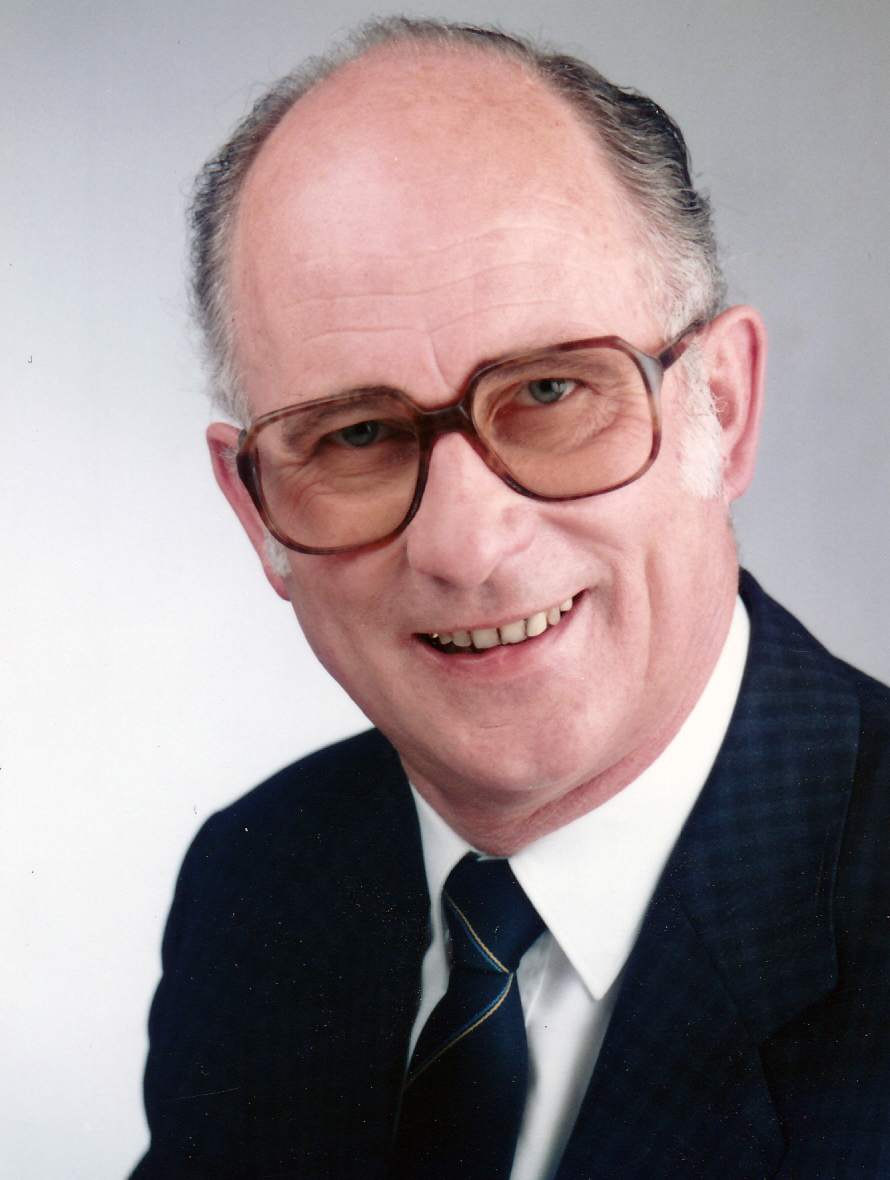
Carl Dobler in den 1970er-Jahren

Carl Dobler (* 4. Januar 1930 in Ludwigsburg-Pflugfelden; † 12. September 2022) war ein deutscher Agrarpolitiker. Er war Präsident des Bauernverbandes Württemberg-Baden und  Vizepräsident des Deutschen Bauernverbandes.

## Familie und Beruf
Dobler war der Sohn des Landwirts Jakob Dobler (1886–1980), der 1946 zusammen mit Heinrich Stooß den Landes-Bauernverband in der damaligen amerikanischen Besatzungszone Württemberg-Baden gründete. Er wuchs als drittes von vier Geschwistern auf, sein Taufpate war der Mediziner Theodor Dobler.
Nach dem Abitur am Friedrich-Schiller-Gymnasium Ludwigsburg studierte Dobler Landwirtschaft an den Universitäten Bonn und Hohenheim mit dem Abschluss Diplom-Landwirt im Jahr 1954. Ab 1956 bewirtschaftete er einen 37 ha großen landwirtschaftlichen Familienbetrieb in Hemmingen (Württemberg). Produktionsschwerpunkte waren Milchwirtschaft und Ackerbau mit Getreide und Zuckerrüben.
Dobler war von 1957 bis 1981 mit Otti Dobler geb. Mauch (1931–2007) verheiratet, aus dieser Ehe gingen ein Sohn und eine Tochter hervor. Seit 1982 war er mit Elfriede Dobler, geb. Ripps verheiratet. Er verstarb am 12. September 2022.

## Berufsständisches Engagement
Dobler war seit Anfang der 1960er-Jahre bis Ende der 1980er-Jahre verschiedenen lokalen, nationalen und europäischen berufsständischen Gremien und Verbänden aktiv, teilweise in leitender Funktion.
Von 1968 bis 1989 war er Präsident des Bauernverbandes Württemberg-Baden und ab 1969 auch Vizepräsident des Deutschen Bauernverbandes (als Stellvertreter von Constantin Freiherr von Heeremann). Als Bauernpräsident trat Dobler für folgende Themen ein:
- Durchsetzung einer aktiven Preispolitik
- Gründung von Selbsthilfeeinrichtungen (z. B. Maschinenring)
- Schaffung einer eigenständigen landwirtschaftlichen Sozialversicherung
- Aufbau eigenständiger Buchführungs- und Steuerberatungs-Dienstleistungen[5]

Dobler vertrat den bäuerlichen Berufsstand in zahlreichen landwirtschaftlichen Branchenverbänden und genossenschaftlichen Institutionen. Von 1969 bis 1992 hatte er auch Positionen im damaligen Verband der Europäischen Landwirtschaft (CEA) inne – ab 1972 als Präsident der 1. und 2. Kommission innerhalb des leitenden Ausschusses. Die CEA fusionierte 2004 mit der COPA-COGECA, dem europäischen Dachverband der Landwirte („europäischer Bauernverband“) und dem europäischen Dachverband der landwirtschaftlichen Genossenschaften.
Im Zentralausschuss der deutschen Landwirtschaft leitete Dobler seit 1970 eine Arbeitsgruppe für eine marktkonforme Mengensteuerung zur Stabilisierung der europäischen Milch- und Fleischmärkte auf der Erzeugerstufe. Deren Vorschläge führten im Jahr 1984 zur Einführung von Milchquoten in der EG.
In enger Abstimmung mit dem Agrar- und Bildungsexperten Johannes Zielosko setzte sich Dobler über Jahrzehnte hinweg für den Ausbau des beruflichen Bildungswesens in der Landwirtschaft ein. Moderne agrarpolitische und betriebswirtschaftliche Zielsetzungen waren mit den Erfahrungen und Wertvorstellungen der Bauern und ihren Familien in Einklang zu bringen. Hierbei waren ihm vor allem drei Bereiche wichtig:
- die aktive Mitarbeit in berufsständischen und staatlichen Bildungsgremien,
- der intensive Kontakt zum Bund der Landjugend als der bäuerlich-ländlichen Jugendorganisation, und
- die Entwicklung der Bauernschule Hohenheim[7] als ländliche Heimvolkshochschule, die von 1955 bis 1993 als Bildungsstätte des Bauernverbandes Württemberg-Baden betrieben wurde. Dort war Dobler fast zwei Jahrzehnte lang Vorsitzender des Vorstandes.

In der Lehre war er vor allem an der Universität Hohenheim und an der damaligen Fachhochschule Nürtingen Gastdozent in den agrarpolitischen Seminaren. Bis zu seinem Tod gehörte Dobler dem Verwaltungsrat des Universitätsbundes Hohenheim an, einer Vereinigung der Freunde und Förderer der Universität Hohenheim.

## Ehrungen und Auszeichnungen
- 1980: Goldene Ähre mit Brillanten des Bauernverbandes Württemberg-Baden (BVWB)
- 1980: Bundesverdienstkreuz 1. Klasse
- 1986: Ehrensenator der Universität Hohenheim[9]
- 1986: Ehrensenator der Fachhochschule Nürtingen
- 1989: Goldene Ähre mit Brillanten des Deutschen Bauernverbandes (DBV)
- 1990: Raiffeisen-Ehrennadel in Gold des Deutschen Genossenschafts- und Raiffeisenverbandes (DGRV)
- 1992: Ehrung für 20 Jahre Präsidentschaft der 1. und 2. Kommission der European Confederation of Agriculture (CEA)

## Schriften und Literatur
- Dobler war Initiator und regelmäßiger Autor in der Grünen Reihe, einer vom Bauernverband Württemberg-Baden zwischen 1969 und 1986 in insgesamt 14 Bändern publizierten Schriftenreihe zu jeweils aktuellen agrarpolitischen Themen.[10]
- Landesbauernverband in Baden-Württemberg e.V. (Hrsg.): Für die Bauern in Baden-Württemberg – 50 Jahre Landesbauernverband, Verlag Eugen Ulmer 1997.
- Henning Brand-Saßen, Friedrich Golter, Manfred Köhne, Rudolf Schnieders: Landwirtschaft im Umbruch. Verlag Eugen Ulmer, 2008, ISBN 978-3-8001-5776-1.